# سیارک ۳۹۶۳
سیارک ۳۹۶۳ (به انگلیسی: 3963 Paradzhanov، نامگذاری:1969TP2) سه هزار و نهصد و شصت و سومین سیارک کشف شده‌است که در ۸ اکتبر ۱۹۶۹ کشف شد.
قدر مطلق سیارک برابر ۱۳٫۶۰ است.